# Christina av Markyate
Christina av Markyate, född cirka 1097, död 1161, var en engelsk eremit.
Hon kom från en förmögen köpmansfamilj, och blev mot sin vilja bortgift av sin familj trots sin önskan att bli eremit. Hon rymde hemifrån och levde i flera år som eremit under antaget namn. Hennes äktenskap upplöstes 1122, och hon kunde sedan leva öppet som eremit i en hydda. 
Hon fick rykte om sig att vara helig och sade sig uppleva religiösa visioner. Hon blev ledare för en grupp kvinnliga eremiter i St Albans, och avlade formellt nunnelöfte 1131. Hennes grupp eremiter fick 1145 tillstånd att officiellt bilda kloster med henne som priorinna, och de bildade då klostret Markyate Priory. 